# Renzo Videsott
Renzo Videsott (Trento, 10 settembre 1904 – Torino, 4 gennaio 1974) è stato un ambientalista, veterinario e alpinista italiano.

## Biografia
Nacque nel 1904 a Trento, al tempo parte della Contea del Tirolo, nell’Impero austro-ungarico. Pioniere dell'ambientalismo in Italia e scalatore dolomitico. Presidente della Sezione Universitaria della Società Alpinisti Tridentini (SUSAT) nel 1921, fu attivo alpinisticamente dal 1924 circa al 1930. Fu autore di importanti prime ascensioni e altrettanto importanti ripetizioni. È tuttavia noto soprattutto per la sua attività di ambientalista e naturalista, e per essere stato per molti anni il direttore del primo parco italiano, il Parco nazionale del Gran Paradiso.
Laureatosi in Medicina veterinaria nel 1928 presso l'Università degli studi di Torino, frequentò nel 1929 quale ufficiale veterinario la Scuola di Cavalleria di Pinerolo. Successivamente fu assegnato al Reggimento di Artiglieria a Cavallo "Voloire" di Milano.
Insegnò poi alla Facoltà di Medicina veterinaria dell'Università di Torino quale docente di Patologia e clinica medica e successivamente di Farmacologia. Dal 1953 fu distaccato dal Ministero della Pubblica Istruzione alla direzione del Parco Nazionale del Gran Paradiso e smise di insegnare.
Durante la guerra si adoperò per salvare dall'estinzione lo Stambecco alpino, in particolare nel Parco nazionale del Gran Paradiso, anche grazie alla sua partecipazione alla struttura clandestina di Giustizia e Libertà e al suo rapporto personale con Federico Chabod. Nel 1945, con il beneplacito del comando alleato, riuscì a ricostituire l'organizzazione del Parco e a preservare l'esiguo numero di capi rimasti.
Ottenne in seguito una legge statale che dotava di autonomia giuridico-finanziaria ed amministrativa l'ente Parco
Diresse il Parco del Gran Paradiso dal 1944 al 1969: informalmente dal 1944 al 1947, come attività volontaria ma legalmente riconosciuta, tra il 1947 e il 1953 e come attività professionale e dal 1953 al 1969 facendone la riserva naturale meglio amministrata d'Italia.
Nel 1948 a Sarre, in Valle d'Aosta, fu tra i fondatori del Movimento Italiano per la Protezione della Natura (oggi Pro Natura), di cui assunse la carica di presidente, la prima associazione ambientalista italiana, e in questa veste partecipò anche alla fondazione dell'Unione Internazionale per la Conservazione della Natura, l'IUCN.
Fu insignito della medaglia d'oro Alexander von Humboldt della fondazione Alfred Toepfer Stiftung F.V.S. presso l'Università di Bonn nel 1964, della medaglia d'oro del Club Alpino Italiano nel 1974 e sempre nel 1974 fu inserito dal WWF internazionale nell'albo d'onore della conservazione internazionale, ed in suo nome sono sorti numerosi centri studi, centri visita nei parchi e riconoscimenti nel settore della conservazione della natura e dell'ambientalismo.

## Pubblicazioni
- Le alluvioni viste da un parchigiano, Ente Parco Gran Paradiso, 1952
- Nuovi concetti sulla fauna del Parco Nazionale Gran Paradiso nel vasto quadro mondiale della conservazione della natura e delle sue risorse, Tip. Piemontese, 1961
- Lo stambecco e il suo "paradiso", Ente Parco Gran Paradiso, 1963
- Il ritorno del francolino in Toscana, 1964
- Importanza vitale ed etico-sociale dei confini Parco Nazionale Gran Paradiso e riserve, Tip. Bona, 1965
- Prime fonti della conservazione della natura: contributi, Ente Parco Gran Paradiso, 1968
- Abbattuto così un vecchio stambecco, Museo Tridentino di Scienze Naturali, 1971
- Lo stambecco nell'antichità e nell'attualità, So.Gra.Ro, 1971
- L'azione meravigliosa degli uccelli nell'equilibrio della natura, Cacucci, 1973
- Renzo Videsott e il parco nazionale del Gran Paradiso - scritti scelti, Lions Club Alto Canavese, 1987